# Karaczaj
Karaczaj (ros. Карача́й) – nieistniejące jezioro w południowej części Uralu.
Jezioro Karaczaj nie było zasilane przez rzeki. Przez dziesięć lat do jeziora wylewano radioaktywne roztwory z zakładów Majak. W 1967 roku nadeszła susza, w wyniku czego jezioro wyschło, a radioaktywny pył z jego dna przeniósł się nad miasto Oziorsk. W wyniku tego wydarzenia napromieniowaniu uległo około 400 tysięcy osób. W 1990 roku jezioro zostało zbadane przez naukowców i od tego czasu wokół jeziora wylewano beton, który miał zmniejszyć skutki skażenia. Prace zakończono w 2015 roku bez dokonania ustaleń wpływu odpadów promieniotwórczych na wody podziemne.